# 虎丘站
虎丘站位于中华人民共和国江苏省苏州市姑苏区虎丘街道虎阜路与虎丘路交叉口，是苏州地铁6号线的地铁车站，于2024年6月29日开通运营。虎丘景区位于车站北侧。

## 车站结构
本站为地下二层岛式车站。

### 楼层
| 1                 | 地面 | 出入口 |
| -1                | 站厅 | 售票机、客服中心、商店                                                                                              |
| -2                | 站台 | \| \| \| ■ 6号线往苏州新区火车站（金鸡墩） \| \| 島式 · 開左邊车门 \| \| \| \| \| \| ■ 6号线往桑田岛（青山桥浜） \| |
|                   |      | ■ 6号线往苏州新区火车站（金鸡墩）                                                                                   |
| 島式 · 開左邊车门 |      | |
|                   |      | ■ 6号线往桑田岛（青山桥浜）                                                                                         |

### 设计

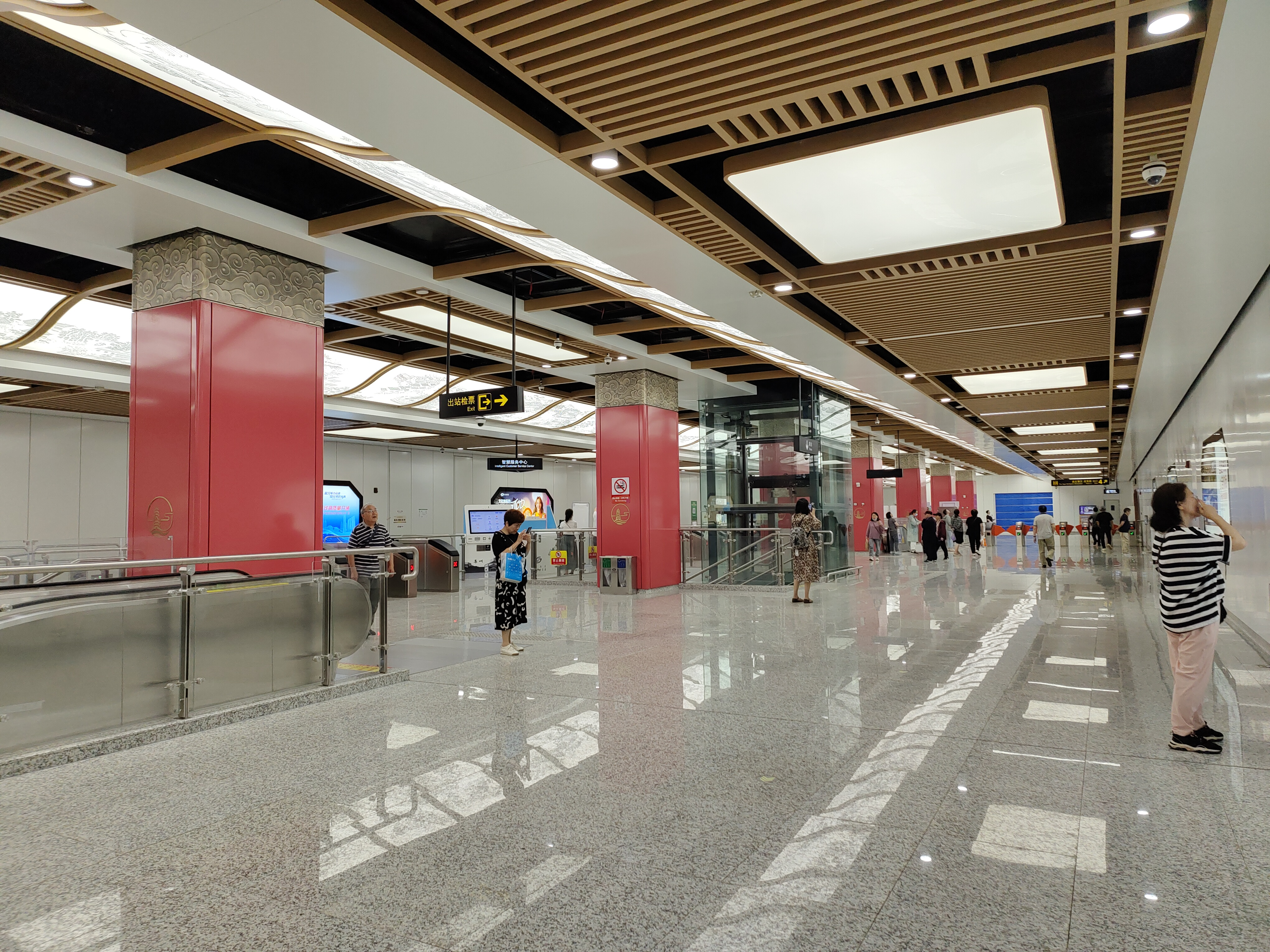
车站站厅

站厅吊顶中部突起处绘有名为《古今虎丘长卷》的画作。该装饰基于明代画家谢时臣绘制的《虎丘长卷》风格创作，融入了现代苏州的元素。

### 出入口
本站目前开放2个出入口，均位于虎丘路北侧；2出口已经在车站资讯图中绘制出，但没有开放。
| 编号                | 指示                               | 图片 |
| ------------------- | ---------------------------------- | ---- |
| 3 · 出口            | 虎阜路、虎丘山风景名胜区、七里山塘 |      |
| 4 · 出口 · （设有） | 虎阜路                             |      |
| 图例： 设有         |                                    |      |